# Gérard Labrune
Pour les articles homonymes, voir Labrune.

Gérard Labrune est un syndicaliste français né le 2 septembre 1943 à Vatan (Indre)
Chevalier de l’ordre national du mérite
Chevalier de la légion d honneur
Président honoraire de la caisse primaire d assurance maladie des Hauts de Seine

## Biographie
Il a mené toute sa carrière professionnelle au Crédit lyonnais.
Il entre en syndicalisme à 50 ans.
Il devient secrétaire général Syndicat national de la banque CFE-CGC.
En 1999, il est président national du SNB  CFE-CGC et président de la fédération nationale des syndicats des établissements de crédit (FNSEC), puis président de la Fédération nationale de la finance et de la banque (FFB CFE-CGC).
En décembre 2006, il est élu secrétaire général de la CFE-CGC.
Il a été membre du conseil économique et social et environnemental et membre du Conseil d'administration de l'Agirc